# Fool’s Overture
Fool’s Overture – utwór brytyjskiej, progresywnej grupy rockowej Supertramp z albumu Even in the Quietest Moments... wydanego w 1977 roku, skomponowany i zaśpiewany przez keyboardzistę i gitarzystę grupy, Rogera Hodgsona. 10-minutowa suita stanowi kolaż fragmentów instrumentalnych i samplerów dźwiękowych. Pierwszym z nich są fragmenty słynnej przemowy Winstona Churchiila z 4 czerwca 1940 roku, na temat zaangażowania się Wielkiej Brytanii w II wojnę światową. Następnymi dźwiękami są syreny policyjne i dzwony Big Bena. Fortepianowo-saksofonowe partie w powolnych częściach to fragmenty utworu grupy Traffic – "No Time To Live". Flażoletowe dźwięki to fragmenty Venus, Gustava Holsta z jego suity pt. Planety. W utworze są cytowane również fragmenty poematu Williama Blake’a pt. Jeruzalem. Użyto tu również fragmentu utworu "Dreamer".
Utwór oznaczony jest jako wspólna kompozycja Ricka Daviesa i Rogera Hodgsona, lecz tak naprawdę jest autorstwa Hodgsona. Hogdson i Davies, podobnie jak Lennon i McCartney stanowili duet kompozytorski do czasu odejścia Hodgsona w 1983 roku.

## Występy na żywo
"Fool’s Overture" był utworem finałowym podczas tras koncertowych zespołu w latach 1977, 1979 i 1983. Był on również grany w czasie trasy koncertowej Rogera Hodgsona w 2010 roku. Podczas puszczania przemowy  Winstona Churchilla wyświetlany był film z II wojny światowej, film z bombami i wybuchającymi domami był natomiast puszczany na końcu piosenki. Podczas jednego z koncertów na koniec utworu członkowie zespołu postanowili „zaszaleć” prezentując na scenie: Supermana, świętego człowieka, saksofonistę grupy Johna Helliwella w okularach Spider-Mana i mundurze konduktora, tańczące goryle, policjantów, złodziei, Indian, banana i sobowtóra Adolfa Hitlera. W czasie występów na żywo w roku 1977 i 1983, podczas czytania fragmentów Jeruzalem, John Helliwell zamiast grać solówki saksofonowej, porostu bezwładnie naciskał w klawisze saksofonu. Po odejściu Hodgsona z grupy w 1983 roku, suita jest grana znacznie rzadziej.

## Użycie utworu w mediach
Od końca lat 70. do początku lat 90. fragment piosenki był używany jako motyw muzyczny w kanadyjskim dzienniku telewizyjnym W5. Syntezatorowy fragment utworu był używany w holenderskiej stacji Radio Veronica, jako podkład muzyczny w czasie prezentacji międzynarodowej listy Top 40 przez całe lata 80.

## Wykonawcy
- Roger Hodgson – fortepian, syntezator Elka Rhapsody, wokal prowadzący i wspierający
- Dougie Thomson – gitara basowa
- Bob Siebenberg – perkusja
- Rick Davies – syntezatory, fortepian, wokal wspierający
- John Helliwell – syntezator Oberheim, syntezatory dodatkowe, saksofon, klarnet, wokal wspierający